# 多叶委陵菜
多叶委陵菜（学名：Potentilla polyphylla）是蔷薇科委陵菜属的植物。分布于印度尼西亚爪哇、印度、斯里兰卡、锡金以及中国大陆的西藏、云南等地，生长于海拔2,900米至4,000米的地区，常生长在林缘、生山坡草地或林下，目前尚未由人工引种栽培。
现接受名为：多叶蕨麻Argentina polyphylla (Wall. ex Lehm.) Soják, 2010